# Jinneng Holding Equipment Manufacturing Group
Jinneng Holding Equipment Manufacturing Group, до 2021 года была известна как Shanxi Jincheng Anthracite Mining Group Company Limited (JAMG или Jin Coal Group) — крупная китайская государственная угольная, энергетическая и машиностроительная компания, входит в число крупнейших компаний страны и мира. Основана в 1958 году, в 2000 году преобразована в акционерную компанию, штаб-квартира расположена в городе Цзиньчэн (провинция Шаньси).
Предприятия Jincheng Anthracite Mining Group добывают и газифицируют уголь, перерабатывают метан угольных пластов, вырабатывают электроэнергию из угля и метана, производят горнодобывающее оборудование и занимаются торговыми операциями.

## История
В 1958 году было основано Горнодобывающее бюро города Цзиньчэн, которое в 2000 году было преобразовано в компанию Jincheng Anthracite Mining Group.
В 2006 году Jincheng Anthracite Mining Group заняла 11-е место в Китае по массе проданного угля, в 2008 году ввела в эксплуатацию свою первую электростанцию. В 2011 году правительство Шаньси передало компании Jincheng Anthracite Mining Group управление над другой государственной угольной группой — Taiyuan Coal Gasification Group (Тайюань). В 2015 году шахты Jincheng Anthracite Mining Group и Taiyuan Coal Gasification Group совместно добыли 70,4 млн тонн угля. 
В 2016 году JAMG приобрела 24,26 % акций Taiyuan Coal Gazification Company Limited — дочерней компании Taiyuan Coal Gazification Group. По состоянию на 2020 год выручка Jincheng Anthracite Mining Group составляла 25,4 млрд долл., прибыль — 22 млн долл., активы — 42,2 млрд долл., рыночная стоимость — 6,2 млрд долл., в компании работало свыше 127 тыс. сотрудников.

## Акционеры
Контрольный пакет акций Jincheng Anthracite Mining Group принадлежит Комитету по контролю и управлению государственным имуществом провинции Шаньси (SASAC of Shanxi). Остальными акциями владеют China Development Bank и China Cinda Asset Management. 